# Pie V
Antonio Ghislieri, en religion Michele Ghislieri, né le 17 janvier 1504 à Bosco Marengo dans le Piémont et mort le 1er mai 1572 à Rome, est le 225e évêque de Rome et donc pape de l’Église catholique, de 1566 à 1572, sous le nom de Pie V (en latin Pius V, en italien Pio V).
Prêtre dominicain au service de la curie romaine et créé cardinal en 1557, il est surtout connu pour avoir fait appliquer dans l'Église catholique les réformes décidées par le concile de Trente. Canonisé en 1712, il est liturgiquement commémoré le 30 avril.

## Jeunesse et débuts
Né dans une famille de paysans aisés, il entre chez les dominicains à l'âge de 14 ans et est ordonné prêtre en 1528. Il enseigne la philosophie et la théologie pendant 16 ans au sein de son ordre religieux, et devient maître des novices.
En 1546, il entre au Saint-Office. Son activité à Côme et Bergame attire l'attention du cardinal Carafa, futur Paul IV, qui le nomme commissaire général de l'Inquisition à Rome en 1551. En 1556, Paul IV le nomme évêque de Sutri et inquisiteur de la foi à Milan et en Lombardie, alors possession espagnole.
En 1557, il est créé cardinal au titre de Santa Maria sopra Minerva créé à cette occasion par Paul IV et est fait grand inquisiteur en 1558 par le même pape.
En 1559, il est transféré au diocèse de Mondovi. Il y mène une intense activité pastorale. Il lutte contre Emmanuel-Philibert, duc de Savoie, pour maintenir les privilèges de l'Église et protège les Barnabites, de fondation récente (1553).
Au Sacré Collège, il s'oppose vigoureusement, en vain, au successeur de Paul IV, mort en 1559, le pape Pie IV, qui entend y admettre le fils du grand-duc de Toscane, Ferdinand de Médicis, âgé d'à peine treize ans, ainsi qu'à l'empereur Maximilien II, qui, influencé par les idées luthériennes, veut autoriser le mariage des prêtres. Il tombe en disgrâce.
Pendant le concile de Trente, il reste fidèle au clan Carafa.

## Pape

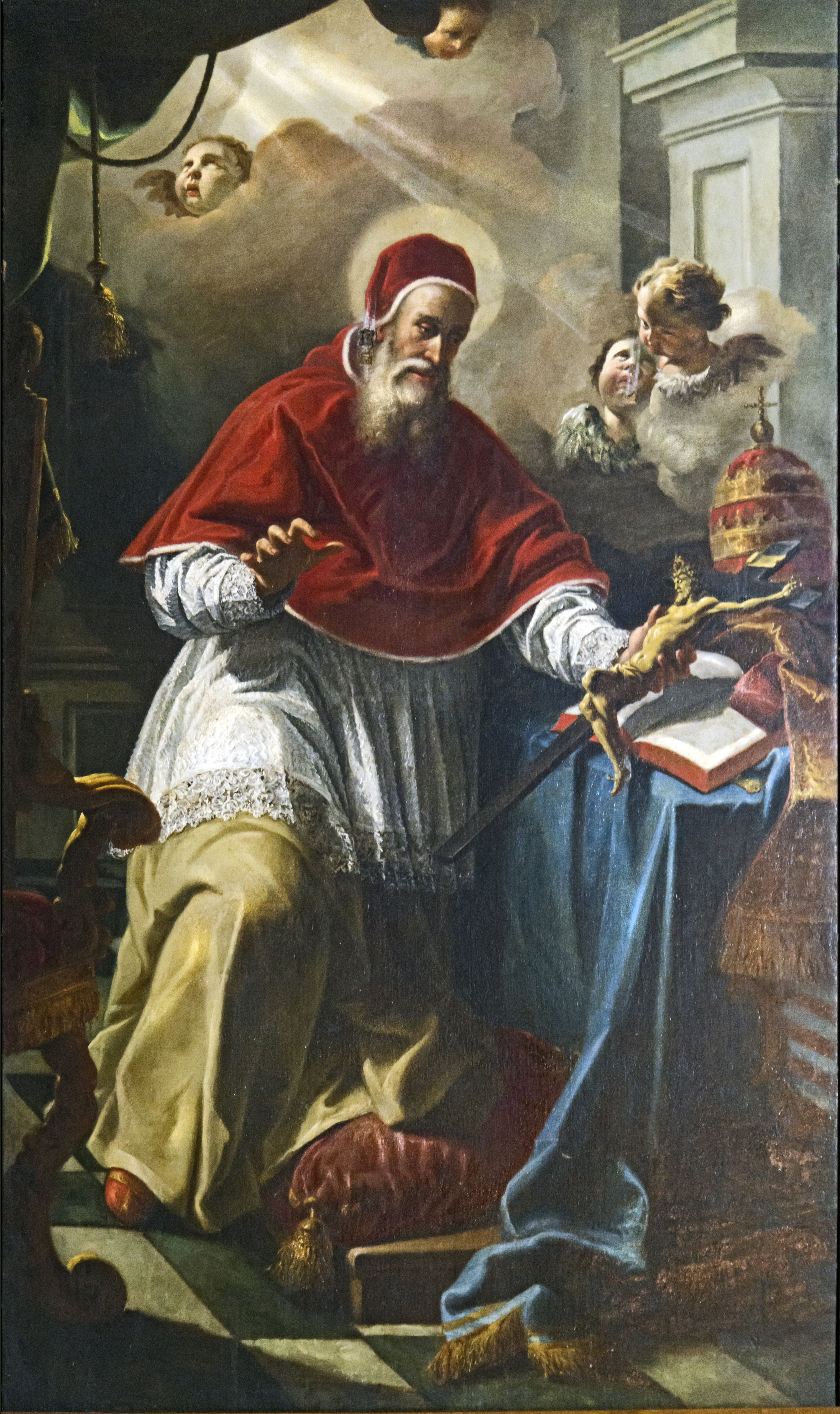
Pie V.

À la mort de Pie IV, il est élu pape le 7 janvier 1566 et couronné le 19. Le conclave a duré dix-huit jours.
L'austérité de vie du nouveau pape, religieux dominicain contraste avec le tempérament jouisseur de plusieurs de ses prédécesseurs notamment Alexandre VI, Jules II, Léon X, et Pie IV. Refusant de porter de luxueuses étoffes, il tient à conserver son habit blanc de Dominicain (qu'adopteront ses successeurs).
Dès son élection, il s'emploie à réduire le luxe et la dissipation à la cour pontificale. Sa première cible est la collection de statues gréco-romaines du Belvédère, qu'il considère comme des idoles. Les statues sont cachées au public et les plus sensuelles transférées au Capitole.
Il décrète des peines qui « sanctionnaient la profanation du dimanche et des jours de fête, punissaient le concubinage ou le blasphème. Dès la première année de son pontificat, il posa la première pierre du Palais de l'Inquisition qui remplacerait celui que le peuple avait démoli au lendemain de la mort de Paul IV ».
En 1566, Pie V fait réviser le procès institué par son prédécesseur, le pape Pie IV, contre la famille de Paul IV, la famille Carafa, dont plusieurs membres avaient été exécutés, les autres exilés ou frappés d'interdit. La sentence, estimée injuste, fut cassée et les Carafa furent réintégrés dans leurs titres et honneurs. Enfin, Pie V créa cardinal Antonio Carafa, l'un des neveux bannis de Paul IV, en 1568.

### De salute gregis
Le 1er novembre 1567, Pie V publie la Bulle De salute gregis Dominici interdisant formellement et pour toujours les courses de taureaux, et décrétant la peine d'excommunication immédiate contre tout catholique qui les autorise et y participe, ordonnant également le refus d'une sépulture religieuse aux catholiques qui pourraient mourir des suites d'une participation à quelque spectacle taurin que ce soit. Face aux réticences de Philippe II d'Espagne, son successeur le Pape Grégoire XIII revient sur cette décision en 1575.
« Pour Nous donc, considérant que ces spectacles où taureaux et bêtes sauvages sont poursuivis dans l’arène ou sur la place publique sont contraires à la piété et à la charité chrétiennes, et désireux d’abolir ces sanglants et honteux spectacles dignes des démons et non des hommes et d’assurer avec l’aide divine, dans la mesure du possible, le salut des âmes : à tous et à chacun des princes chrétiens, revêtus de n’importe quelle dignité aussi bien ecclésiastique que profane, même impériale ou royale, quels que soient leurs titres ou quelles que soient la communauté ou république auxquelles ils appartiennent, Nous défendons et Nous interdisons, en vertu de la présente constitution à jamais valable, sous peine d’excommunication ou d’anathème encourus ipso facto, de permettre qu’aient lieu dans leurs provinces, cités, terres, châteaux forts et localités, des spectacles de ce genre où l’on donne la chasse à des taureaux et à d’autres bêtes sauvages. Nous interdisons également aux soldats et aux autres personnes de se mesurer, à pied ou à cheval, dans ce genre de spectacle, avec les taureaux et les bêtes sauvages. »
Extrait de De salute gregis Dominici, bulle de Pie V du 1er novembre 1567.

### Réformes
Il entreprend également de réformer la Curie romaine. Il modifie la daterie, chargée de la concession des bénéfices ecclésiastiques, et la Pénitencerie apostolique. En 1569, il met fin à la controverse sur la primauté de construction des deux basiliques du Latran et du Vatican en accordant ce titre à l'église du Latran.
Pour favoriser l'unité du monde catholique, il étend à toute l'Église latine l'usage d'un rite liturgique unique par la bulle Quo primum (1570). C'est la réforme voulue par le concile de Trente achevé en 1563. Par cette décision, il ne crée pas un nouveau rite ; il rend obligatoire la célébration des sacrements selon le rite en usage à Rome depuis fort longtemps[Quand ?]. Auparavant, dans la même ligne réformatrice du concile de Trente, Pie V avait fait rédiger le Catéchisme romain — promulgué en 1566 — et le bréviaire (1568). La messe tridentine est promulguée en 1570. Ces documents majeurs feront autorité jusqu'aux réformes liturgiques de Vatican II en 1965. Il crée également en 1571 la congrégation de l'Index, dont la mission est de veiller à l'orthodoxie et au niveau moral des publications. Il réaffirme la primauté du pape face au pouvoir civil par la bulle In Cœna Domini.
Décidé à en finir avec l'anglicanisme, il excommunie Élisabeth Ire d'Angleterre en 1570 par la bulle Regnans in Excelsis. Il surveille de près la politique religieuse des princes européens catholiques, notamment Maximilien II du Saint-Empire, proche des protestants et disposé à leur faire des concessions. Il met en garde la reine de France, Catherine de Médicis, contre l'entourage huguenot de son fils Charles IX et soutient le duc d'Albe dans sa répression dans les Pays-Bas espagnols.
Il publie une Constitution contre les Juifs et les expulse de ses États, sauf de Rome, d'Ancône et du Comtat Venaissin par la bulle Hebraeorum gens.
À l'extérieur, Pie V s'efforce d'unir la Chrétienté contre les Turcs. La première année de son règne, il proclame un jubilé pour implorer de Dieu la victoire. Dans cette même optique, il soutint l'ordre de Saint-Jean de Jérusalem et les chrétiens de Hongrie. Cette entreprise va lui sourire : la Sainte Ligue qu'il a formée avec l'Espagne et la république de Venise remporte le 7 octobre 1571 la victoire navale de Lépante. Si la victoire peut être imputée à la supériorité technique écrasante de la flotte de Don Juan d'Autriche sur celle des Turcs, le pape l'attribue également à la dévotion au rosaire : ainsi la tradition catholique attribue la victoire de Lépante à la Vierge Marie, d'autant que le pape Pie V, connu pour sa piété mariale, avait appelé à un rosaire universel pour obtenir la victoire et qu'il en eut surnaturellement connaissance avant que la nouvelle ne fut parvenue à Rome. L'anniversaire de la bataille fut inscrit sous le nom de Notre Dame du Rosaire dans le calendrier liturgique romain ; par conséquent, il dédie le premier dimanche du mois d'octobre à la fête du rosaire, et ajoute « secours des chrétiens » à la litanie de Notre-Dame de Lorette. La victoire est fêtée dans les rues de Rome à la manière d'un triomphe antique.

## Décès et canonisation
Pie V meurt le 1er mai 1572 de la maladie de la pierre. Ses réformes ont engagé définitivement l'Église catholique sur la voie d'un redressement moral et de l'expansion missionnaire.

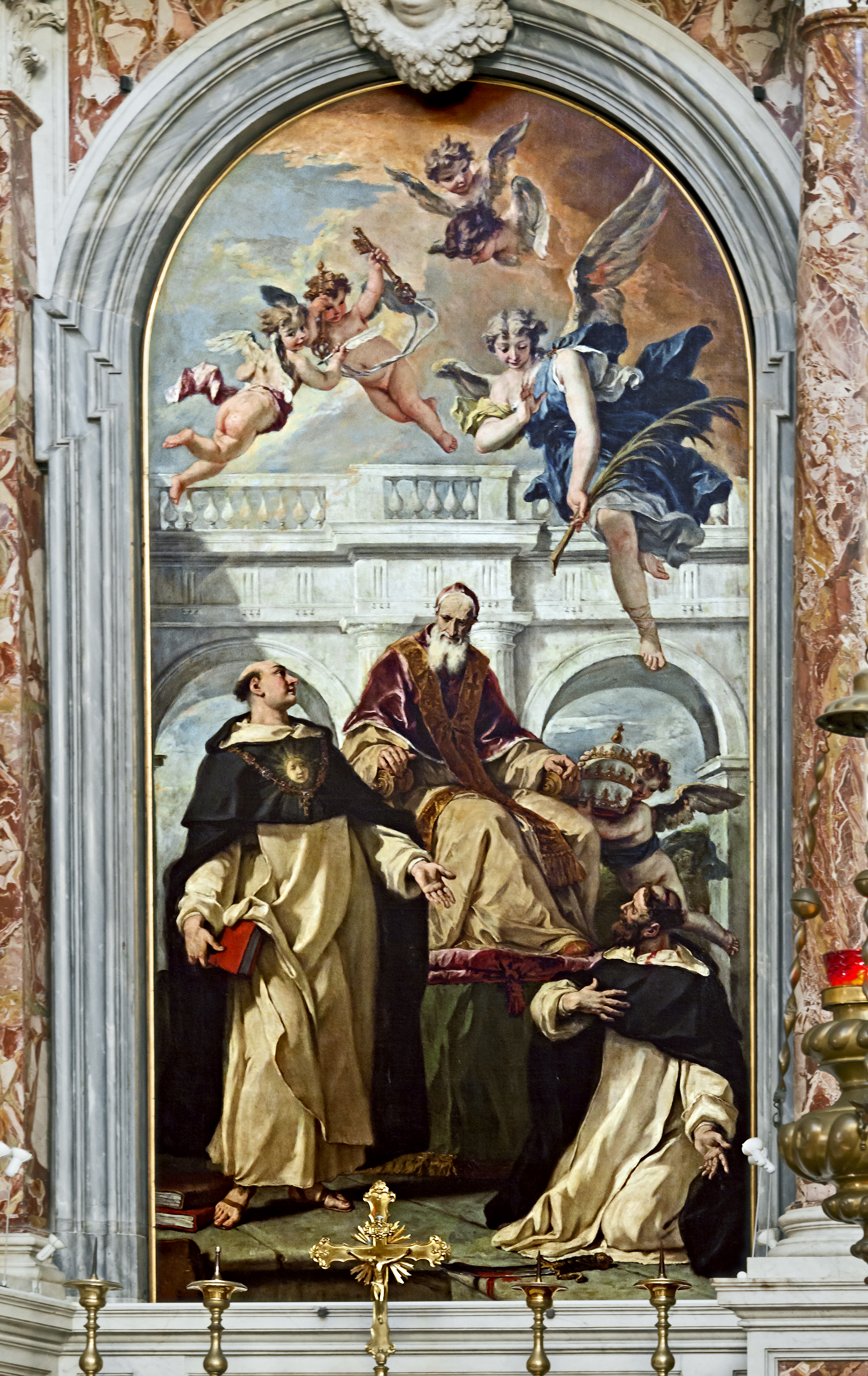
Le Pape Pie V et les saints
Thomas d'Aquin et Pierre martyr
Sebastiano Ricci, 1732-1733
Église Sainte Marie du Rosaire, Venise

Le pape Pie V est béatifié par Clément X en 1672, le jour du centième anniversaire de sa mort, et canonisé par Clément XI le 4 août 1712. Sa commémoration liturgique est fixée au 30 avril d’après le Martyrologe romain.

## Succession apostolique
Pie V a ordonné les évêques suivants :
- Évêque Adriano Beretti, O.P. (1566)
- Cardinal Giovanni Francesco Gambara (1566)
- Cardinal Innico d'Avalos d'Aragona, O.S.Iacobi (1566)
- Cardinal Guglielmo Sirleto (1566)